# Eybens
Eybens este o comună în departamentul Isère din sud-estul Franței. În 2009 avea o populație de 9.490 de locuitori.

## Evoluția populației
| An        | 1975  | 1982  | 1990  | 1999  | 2006  | 2009  |
| --------- | ----- | ----- | ----- | ----- | ----- | ----- |
| Populație | 5.436 | 5.843 | 8.013 | 9.471 | 9.335 | 9.490 |